# Схьернёйа
Схьернёйа, также Стье́рнёйа, Схье́рнё, (норв. Stjernøya, северносаам. Stierdná) — остров на севере Норвегии в фюльке (провинции) Финнмарк, расположен к юго-западу от острова Сейланн и к югу от острова Сёрёйа.
Название острова образовано от слов stjerne («звезда») и øy («остров»), что связано с формой береговой линии, особенненно на севере острова: узкие полуострова, разделённые фьордами, выступают в море подобно лучам звезды.

## География и население
Площадь острова — 248,1 км², это 23-й по площади остров Норвегии. Для острова характерен гористый ландшафт, имеется несколько вершин высотой более 900 м. Наиболее высокая точка — гора Kjerringfjordfjellet (960 м).
Административно территория острова относится к трём коммунам — Алте (восточная часть острова), Хасвику (западная часть) и Лоппе (небольшой участок на юго-западе острова).
Население острова в 2001 году составляло 93 человека, в 2012 году — 80 человек. Большей частью это саамы, занимающиеся рыбной ловлей.

## Хозяйственное использование
На острове имеется месторождение нефелина (нефелинового сиенита), его разработку в местечке Lillebukt начала в 1961 году компания North Cape Minerals AS (сейчас компания называется Sibelco Nordic). По данным на 2000 года годовая добыча нефелина составляла 330 тысяч тонн, большая его часть идёт на экспорт в качестве сырья для стекольной промышленности.
Летом остров используется саамами в качестве пастбища для стадов северных оленей, которых переправляют с континента на остров паромами.

## Конфликт между саамами
На острове многие годы длится конфликт между постоянно здесь живущими так называемыми «морскими саамами», занимающимися рыболовством, и саамами, живущими на континенте, которые ежегодно используют территорию острова в качестве летнего пастбища для северных оленей. По норвежскому законодательству именно оленеводство является охраняемым занятием для саамов как коренных народов, и саамы-оленеводы планируют через суд запретить на острове какую-либо хозяйственную деятельность, кроме оленеводства.